# Bromelia granvillei
Bromelia granvillei är en gräsväxtart som beskrevs av Lyman Bradford Smith och Eric J. Gouda. Bromelia granvillei ingår i släktet Bromelia och familjen Bromeliaceae.
Artens utbredningsområde är Franska Guyana. Inga underarter finns listade i Catalogue of Life.